# Плохие парни (мультфильм)
«Плохи́е па́рни» (англ. The Bad Guys) — американский компьютерно-анимационный комедийный криминальный фильм, созданный студией «DreamWorks Animation» на основе одноимённой серии книг Аарона Блэйби и выпущенный «Universal Pictures». Фильм снят режиссёром Пьером Перифелом (его полнометражный режиссёрский дебют) по сценарию Итана Коэна. Главных персонажей озвучили Сэм Рокуэлл, Марк Марон, Аквафина, Крэйг Робинсон, Энтони Рамос, Ричард Айоади, Зази Битц, Алекс Борштейн и Лилли Сингх. Сюжет рассказывает о группе животных-преступников, которые пытаются избежать тюремного срока под предлогом исправления и противостоять новому злодею, в то время как лидер банды обнаруживает, что ему нравится быть добрым.
Работа над фильмом началась в 2018 году, когда Коэн стал сценаристом; сюжет во многом был вдохновлён такими криминальными фильмами и аниме-сериалами, как «Криминальное чтиво» (1994), трилогия Оушена, Lupin III и «Великий детектив Холмс». Анимация была вдохновлена фильмом Sony Pictures Animation «Человек-паук: Через вселенные» (2018) и выполнена студией DWA Glendale при поддержке Jellyfish Pictures, работа над озвучкой велась дистанционно в связи с пандемией COVID-19.
Премьера «Плохих парней» состоялась 17 марта 2022 года в странах Латинской Америки и 22 апреля в США в форматах 2D и RealD 3D. Фильм получил в основном положительные отзывы от критиков за анимацию, сценарий, юмор и озвучку. Он также преуспел в мировом прокате, собрав $250 млн и став таким образом 3-м самым кассовым анимационным фильмом 2022 года. 30 ноября 2023 года на стриминговом сервисе Netflix вышел приквел в формате рождественского спецвыпуска под названием «Плохие парни: Праздник наперекосяк». Продолжение вышло в августе 2025 года.

## Сюжет
В Лос-Анджелесе, где сосуществуют люди и антропоморфные животные, проживают «Плохие парни» — банда преступников, состоящая из зверей, по определению считающихся в народе «плохими». В их ряды входят взломщик сейфов Мистер Змей, женщина-хакер Мисс Тарантула, гений маскировки Мистер Акула, вспыльчивый боец Мистер Пиранья и лидер банды Мистер Волк.
Вернувшись домой после очередного ограбления, «Плохие парни» становятся свидетелями того, как по телевидению в прямом эфире новоизбранная губернатор Диана Лисингтон позволяет себе оскорбительные высказывания в их адрес, Волк уговаривает остальных выкрасть ценную награду под названием «Золотой дельфин» в тот день, когда её будут вручать морской свинке-филантропу профессору Мармеладу. Во время ограбления Волк случайно спасает от падения с лестницы пожилую женщину, которая позднее благодарит его за это, вследствие чего тот начинает сомневаться в правильности своих действий. Когда банду разоблачают и арестовывают, Волк убеждает Мармелада помочь ему и его друзьям перевоспитаться, планируя впоследствии провести очередное ограбление, которое на этот раз должно увенчаться успехом.
Мармелад приглашает банду к себе домой, но обнаруживает, что уроки добра не дают должного результата, и что «Плохим парням» не удаётся приспособиться к хорошим поступкам. После «ограбления во имя добра» с целью спасения из лаборатории подопытных морских свинок, обернувшегося фиаско из-за того, что Змей съел тех заживо, Лисингтон призывает свернуть эксперимент, но идёт на уступки после беседы с Волком, который признаётся в том, что ему не нравится отрицательная реакция со стороны общества; она заявляет, что понимает его, и желает ему удачи. Волк размышляет над её словами и позже спасает кота с дерева, что Мармелад записывает на видео и выкладывает в интернет, тем самым изменяя общественное мнение о «Плохих парнях». Тем не менее, Змей боится, что может потерять связь с другом из-за этого.
Когда банда совершает новое ограбление, Волк не может заставить себя выполнить решающий пункт плана. Внезапно метеорит, находившийся на дисплее, оказывается похищен, в чём обвиняют «Плохих парней». Когда их арестовывают, Мармелад просит провести с ними встречу наедине, в ходе которой рассказывает, что именно он похитил метеорит и предвидел, что всю вину взвалят на героев. В тюрьме Волк пытается объяснить друзьям, что он больше не хочет быть преступником, и что они могут стать лучше, однако Змей это отрицает, будучи уверенным, что мир в любом случае будет видеть в них лишь монстров. Они вступают в драку, которую прерывает появление Рыжей Лапки, известной преступницы, которая спасает их и оказывается Лисингтон, решившей измениться после попытки кражи «Золотого дельфина».
Оказавшись в безопасном месте, «Плохие парни» покидают Волка, обвиняя его в предательстве, но вернувшись в своё убежище, они обнаруживают, что всё, что было ими украдено, было возвращено владельцам, так как ранее Волк в качестве компенсации за преступления раскрыл его местоположение Лисингтон. Когда Змей из жалости делится с Акулой последним, что у него было, другие понимают, что они могут измениться, и отправляются на помощь Волку. Однако Змей отрицает это и уходит от них, объединяясь с Мармеладом, который использует метеорит как источник энергии для своего устройства, способного гипнотизировать морских свинок, с помощью чего тот крадёт деньги, пожертвованные на благотворительность.
Тем временем Волк и Лисингтон проникают в дом Мармелада, чтобы украсть метеорит, но оказываются схвачены в плен. Затем их спасают оставшиеся члены банды, после чего они все вместе крадут метеорит и срывают ограбление. Они отправляются в полицейский участок с целью вернуть метеорит, но решают вернуться за Змеем, несмотря на его предательство. Во время погони Мармелад предаёт Змея, «Плохие парни» рискуют жизнями, чтобы спасти его, и Мармелад забирает метеорит обратно.
После того, как «Плохие парни» спасают змея и уничтожают шлем Мармелада для контроля разума, они сдаются властям, тем самым не давая Лисингтон рассказать о своём криминальном прошлом. Мармелад присваивает себе заслуги за возвращение метеорита, который, однако, оказывается лампой — Змей фальсифицировал своё предательство и подменил оригинал ей, а затем вызвал перегруз устройства, что привело к взрыву. Когда на Мармелада падает поддельный метеорит, из его кармана выпадает бриллиант, опознанный как тот, что был украден Рыжей Лапкой несколько лет назад. Мармелада принимают за Рыжую Лапку и арестовывают, что понижает его авторитет. Спустя год банда выходит из тюрьмы и объединяется с Лисингтон, чтобы начать карьеру борцов с преступностью.

## Персонажи
- Мистер Волк (англ. Mr. Wolf) — остроумный и обаятельный серый волк-карманник и лидер банды «Плохих парней», выступающий в роли водителя команды. Он также может ломать четвёртую стену, обращаясь к зрителям по поводу некоторых вещей.
- Мистер Змей (англ. Mr. Snake) — саркастичная и циничная сетчатая коричневая змея, профессиональный взломщик сейфов, напарник и лучший друг Мистера Волка[9].
- Мисс Тарантула (англ. Ms. Tarantula) — остроумная брахипельма Смита, профессиональный хакер и единственная женщина в рядах «Плохих парней». Остальные члены банды между собой называют её «Кнопа».
- Мистер Акула (англ. Mr. Shark) — инфантильная и чувствительная белая акула, мастер маскировки и самый массивный член банды.
- Мистер Пиранья (англ. Mr. Piranha) — вспыльчивая и непредсказуемая боливийская пиранья, самый молодой член банды.
- Профессор Руперт Мармелад IV (англ. Professor Marmalade) — морская свинка-филантроп, который предлагает Мистеру Волку и его банде начать заниматься «добрыми делами». Главный антагонист мультфильма.
- Диана Лисингтон / Рыжая Лапка (англ. Diane Foxington / The Crimson Paw) — лиса, губернатор, бывшая профессиональная воровка и возлюбленная Мистера Волка.
- Мисти Лаггинс (англ. Misty Luggins) — человек, агрессивная начальница полиции, мечтающая посадить банду «Плохих парней» в тюрьму.
- Тиффани Фуфли (англ. Tiffany Fluffit) — человек, женщина-репортёр, зачастую преувеличивающая в своих репортажах.

## Роли озвучивали

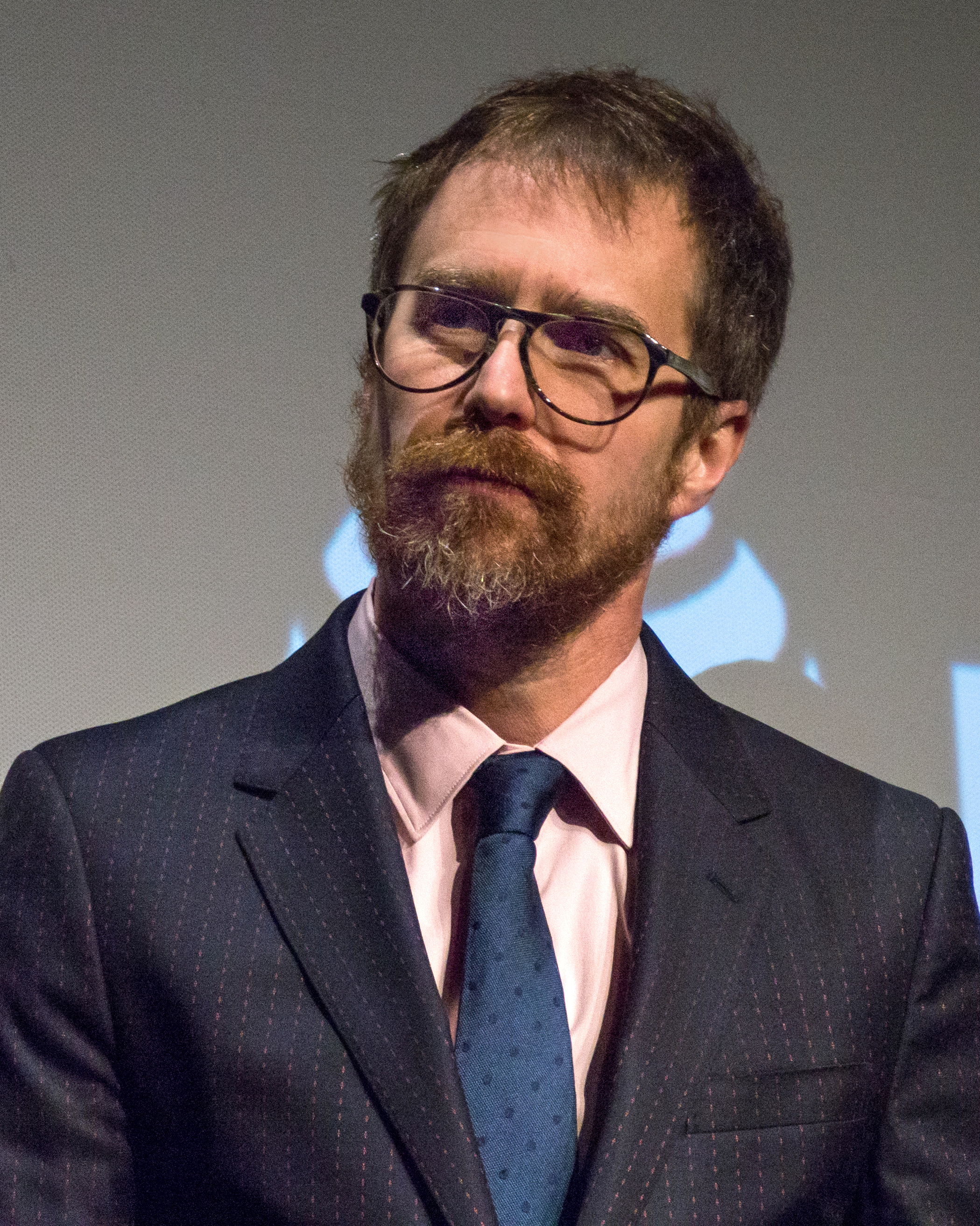
Сэм Рокуэлл
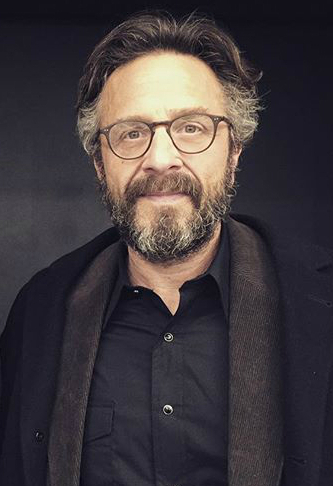
Марк Марон
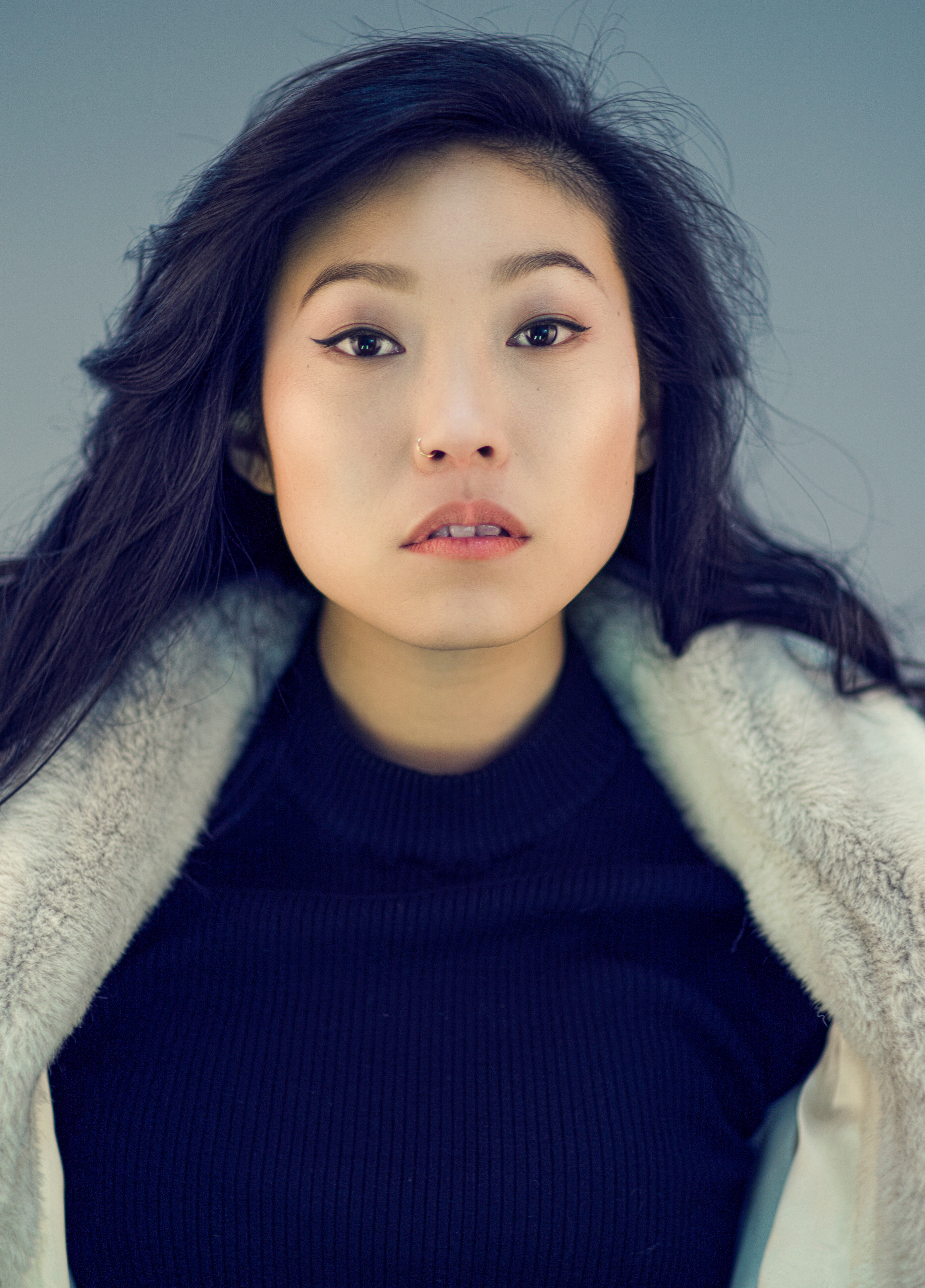
Аквафина
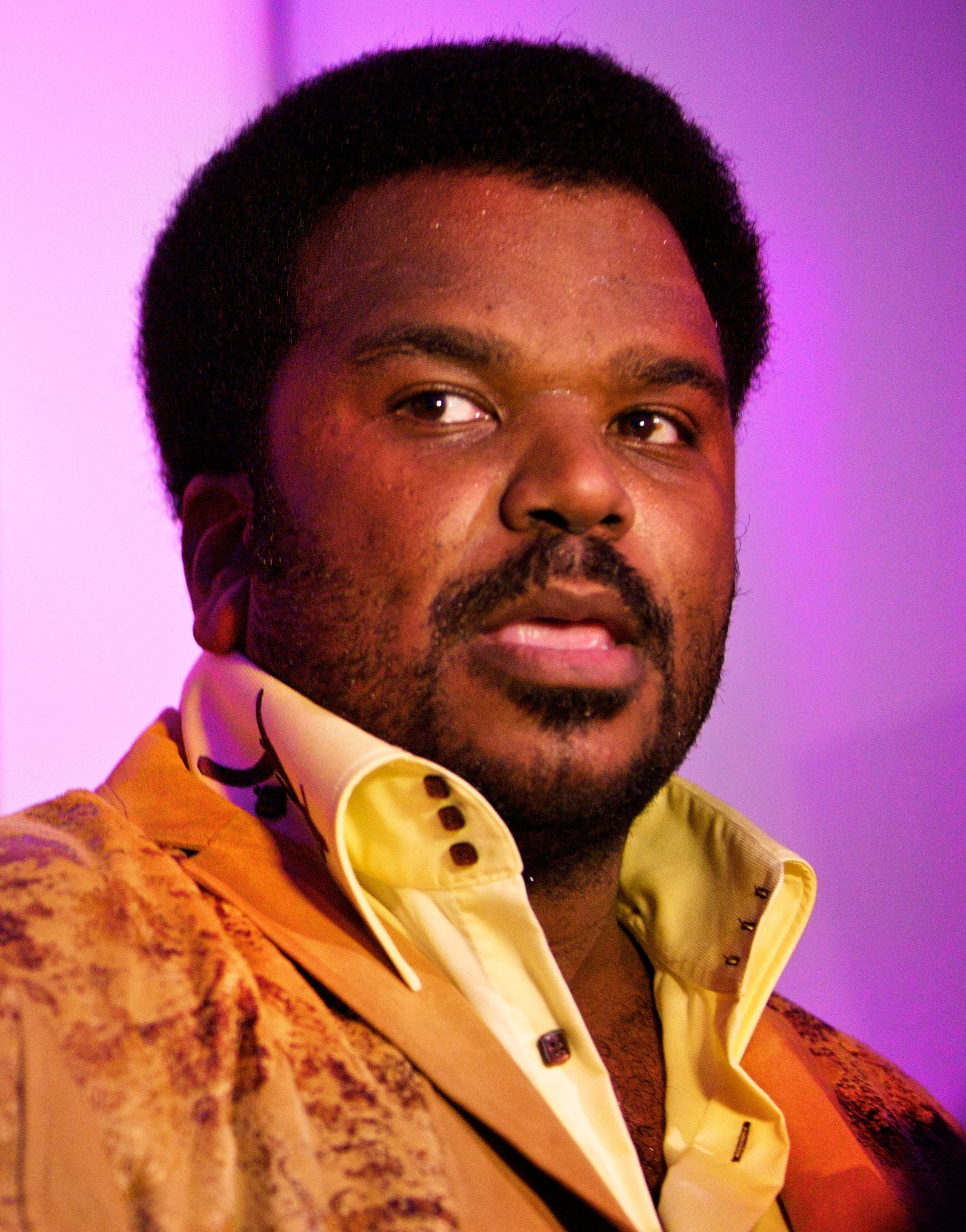
Крэйг Робинсон
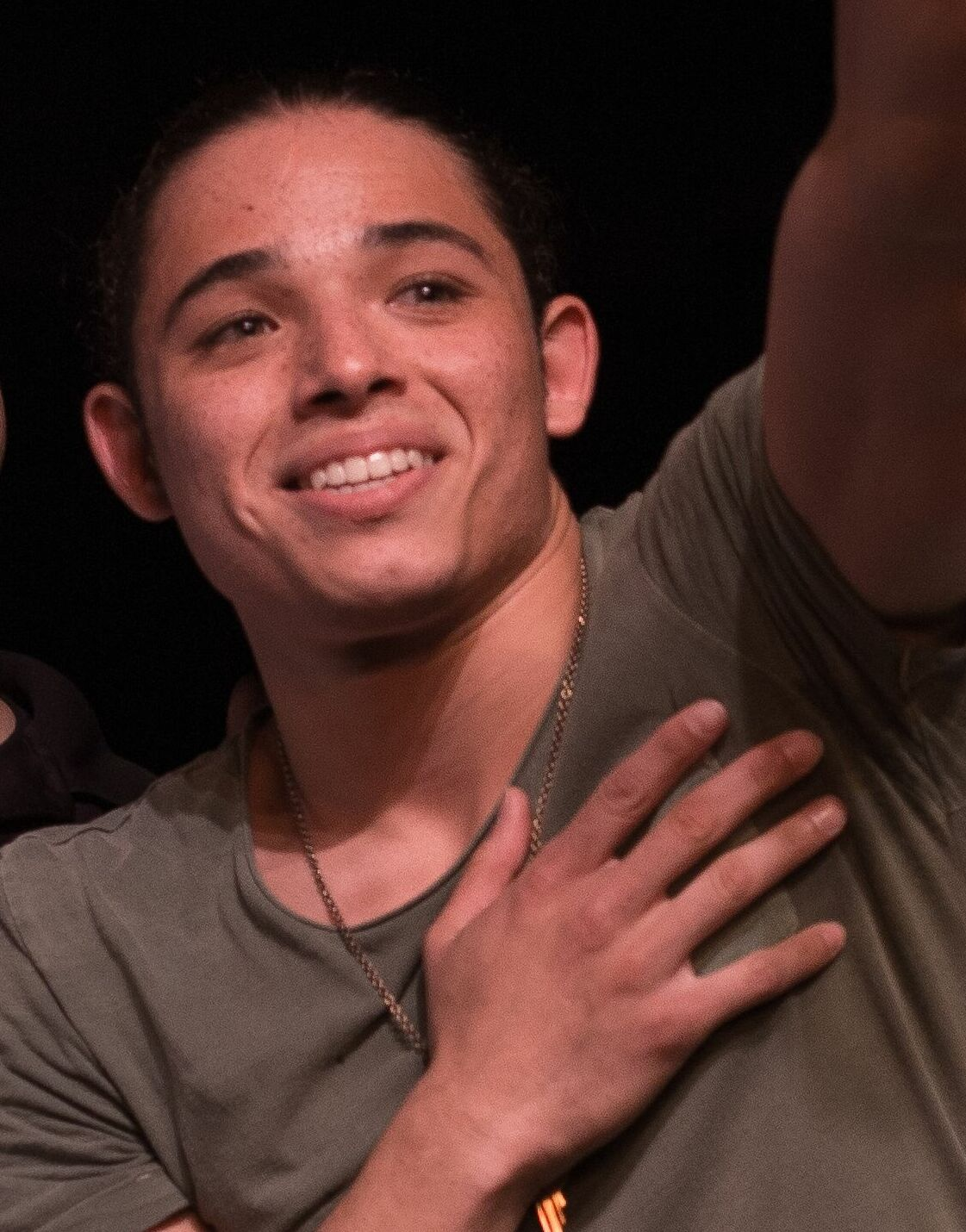
Энтони Рамос
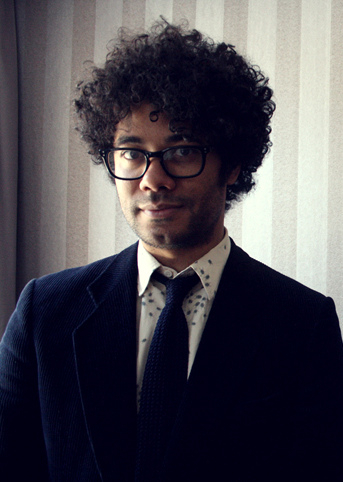
Ричард Айоади
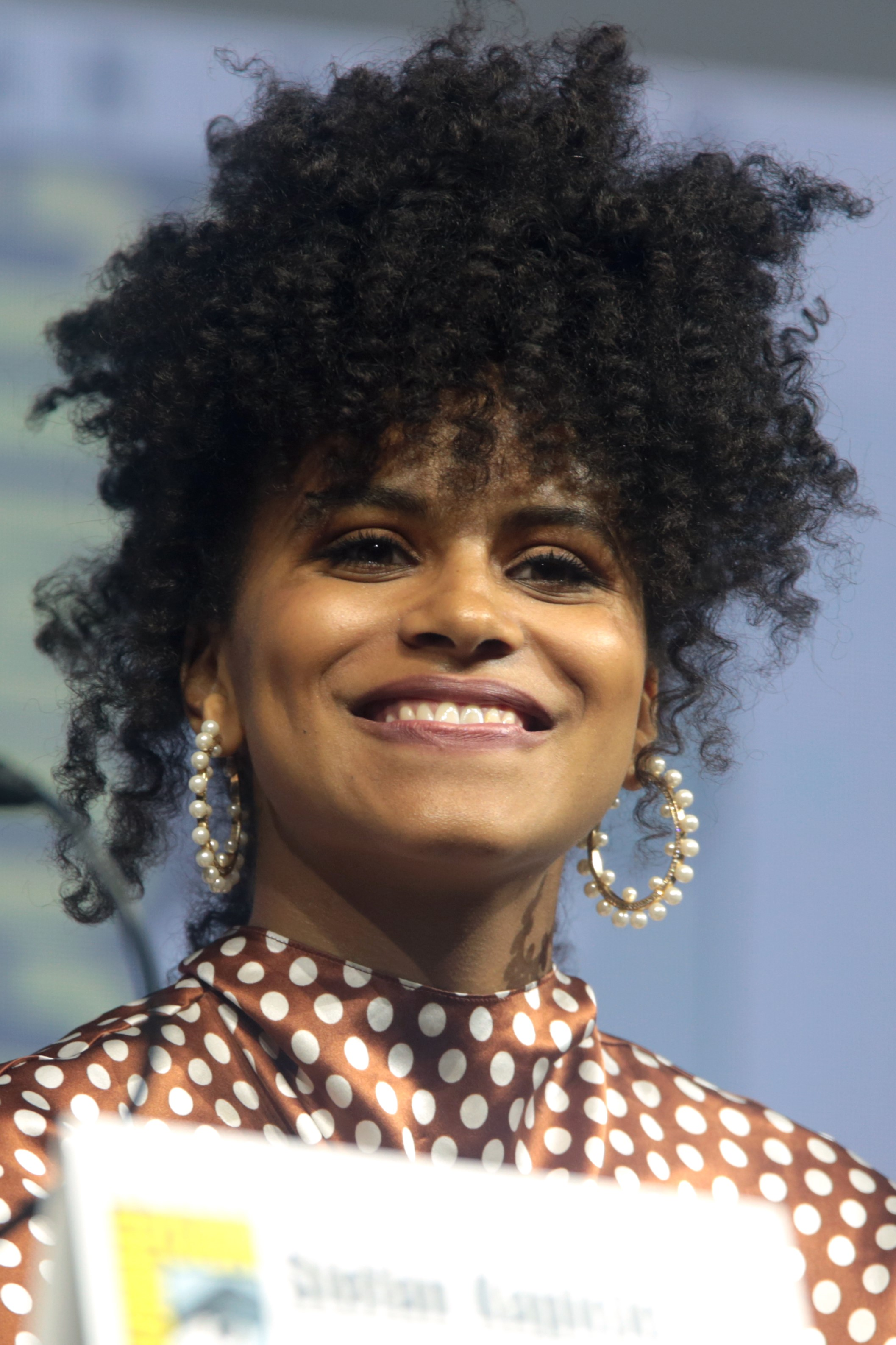
Зази Битц
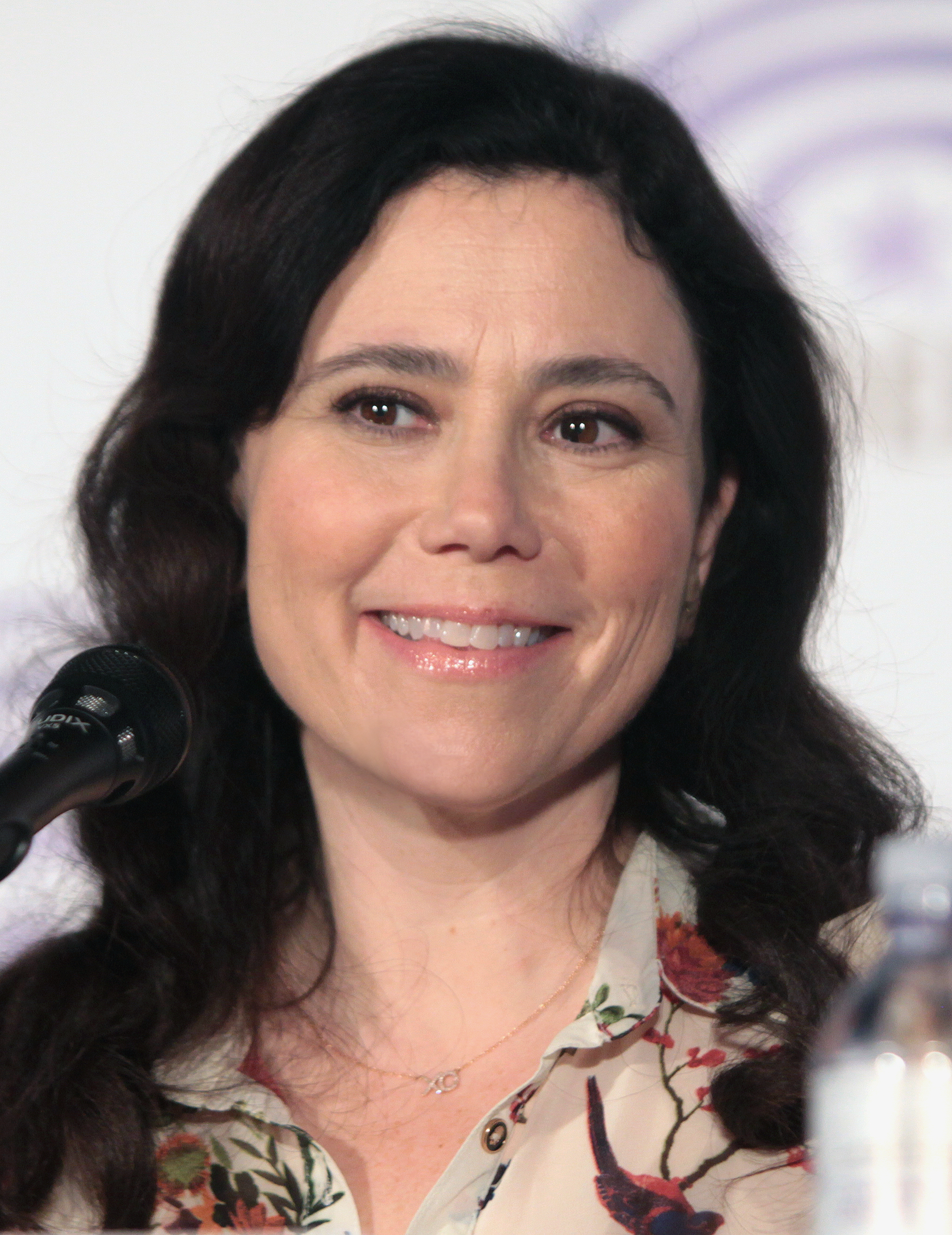
Алекс Борштейн
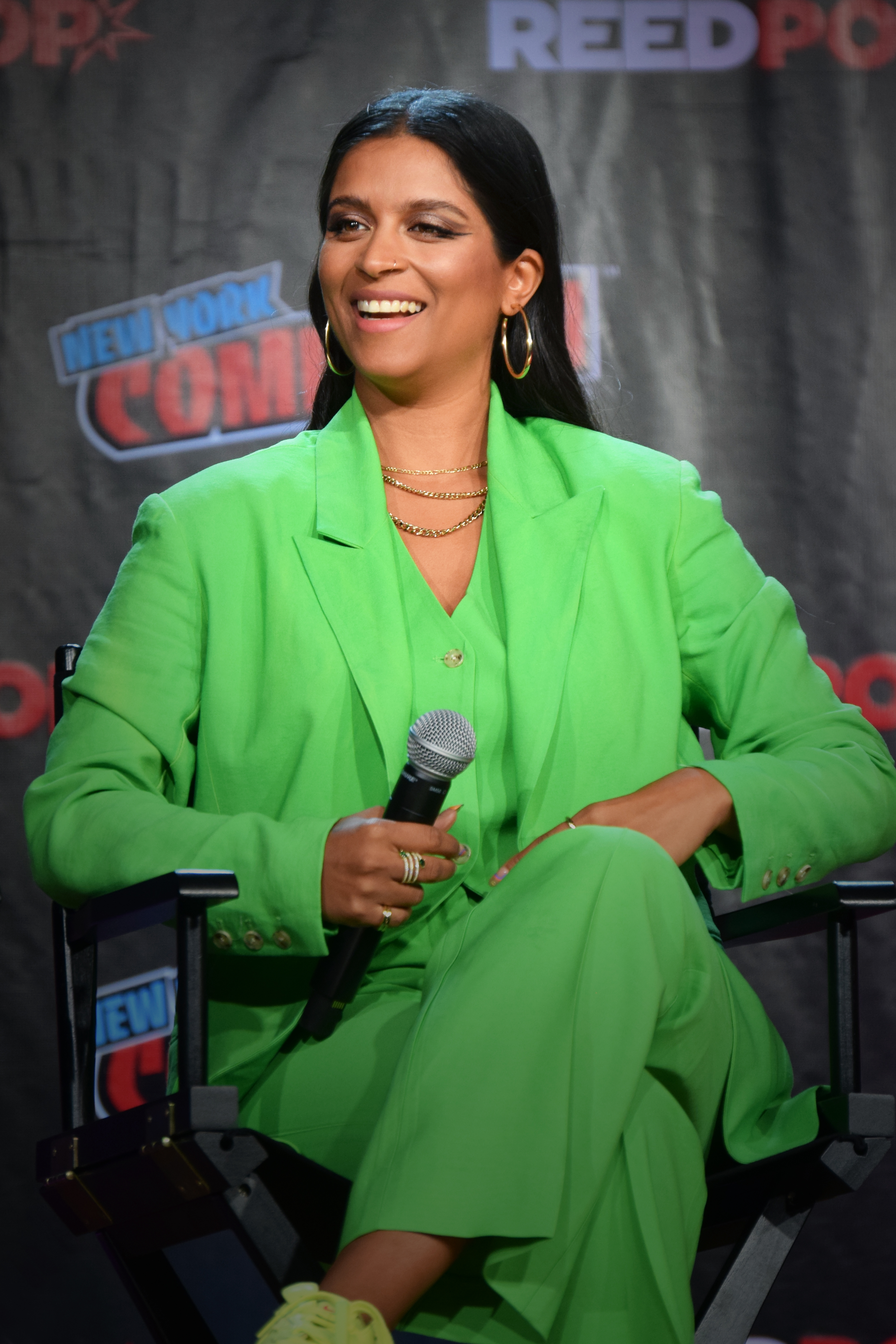
Лилли Сингх

| Актёр          | Роль               | Русский дубляж    |
| -------------- | ------------------ | ----------------- |
| Сэм Рокуэлл    | Мистер Волк        | Андрей Бурковский |
| Марк Марон     | Мистер Змей        | Михаил Башкатов   |
| Аквафина       | Мисс Тарантула     | Юлия Чуракова     |
| Крэйг Робинсон | Мистер Акула       | Михаил Хрусталёв  |
| Энтони Рамос   | Мистер Пиранья     | Филипп Лебедев    |
| Ричард Айоади  | Профессор Мармелад | Диомид Виноградов |
| Зази Битц      | Диана Лисингтон    | Анна Киселёва     |
| Алекс Борштейн | Мисти Лаггинс      | Анастасия Лапина  |
| Лилли Сингх    | Тиффани Фуфли      | Анна Глаубэ       |
| Барбара Гудсон | Старушка           | Ирина Маликова    |

## Производство

### Разработка
В июле 2017 года несколько киностудий выразили заинтересованность в адаптации серии детских книг Аарона Блэйби «Плохие парни» в полнометражный фильм. В марте 2018 года Variety сообщила, что «DreamWorks Animation» разрабатывает фильм на основе серии книг, а сценарий будет написан Итаном Коэном. В следующем году, в октябре, сообщалось, что фильм будет с режиссирован Пьером Перифелем, а Коэн и Хилари Уинстон будут авторами сценария фильма. Фильм был описан как имеющий похожий поворот на жанр ограбления, который «Шрек» сделал в сказках и «Кунг-фу панда» сделал для жанра кунг-фу. Уинстон была указана только как автор дополнительных сценарных материалов вместе с Йони Бреннером, а Итан Коэн, Блэйби и Патрик Хьюз выступили исполнительными продюсерами фильма. Актёрский состав был объявлен 28 июля 2021 года.

### Анимация, дизайн и источники вдохновения
Визуальный стиль был вдохновлён мультфильмом Sony Pictures Animation «Человек-паук: Через вселенные». Дизайны персонажей вдохновлены творчеством Эрже, Акиры Ториямы, Альбера Удерзо, Андре Франкена и Мёбиуса, в фильме совмещены стилистики фильмов «Пятый элемент» Люка Бессона, «Шерлок Холмс» Гая Ричи, «Схватка» Майкла Манна, «Одиннадцать друзей Оушена» Стивена Содерберга и «Бешеные псы» и «Криминальное чтиво» Квентина Тарантино. Также авторы черпали вдохновение из аниме и манги «Выдающиеся звери», «Великий детектив Холмс» и «Lupin III», а также франко-бельгийского анимационного фильма «Эрнест и Селестина: Приключения мышки и медведя». Команда работала дистанционно во время пандемии COVID-19.
Анимация фильма была выполнена студией DWA Glendale, в то время как Jellyfish Pictures, работавшая с DreamWorks над картинами «Босс-молокосос 2», «Как приручить дракона: Возвращение домой» и «Спирит Непокорный», предоставила дополнительное техническое оборудование, такие как программы Premo и Moonray, а также новый движок под названием Doodle, предназначенный для создания 2D-эффектов. Вступительная сцена в закусочной отсылает к аналогичной сцене из фильма Тарантино «Криминальное чтиво». Это самая длинная снятая одним дублем сцена в истории DreamWorks Animation — она длится 2 минуты, 25 секунд и 7 кадров.

## Музыка
22 июня 2021 года Дэниел Пембертон был нанят композитором для фильма. 18 марта 2022 года была выпущена оригинальная песня под названием «Good Tonight» (в русской версии — «Мы станем хорошими»), написанная Пембертоном и Гэри Гоу и исполненная Энтони Рамосом, который также выступил соавтором совместно с Уиллом Уэллсом. Альбом с композициями был выпущен 31 марта и включает в себя ещё две песни — кавер-версию «Feelin’ Alright» от Эль Кинг и «Brand New Day» от The Heavy. Режиссёр Пьер Перифель, продюсер Деймон Росс и композитор Дэниел Пембертон записали бэк-вокалы для «Brand New Day». Party Pupils выпустил ремикс песни «Good Tonight» после релиза мультфильма 22 апреля.
Также в мультфильме звучат песни «Stop Drop Roll» от Can’t Stop Won’t Stop, «Howlinʼ for You» группы The Black Keys, «Fly Me to the Moon» Джули Лондон и «Go» от The Chemical Brothers, однако в саундтрек они не включены. Песня Билли Айлиш «Bad Guy» была использована только в трейлерах.
Вся музыка написана Дэниелом Пембертоном, если не указано иное.
| №                   | Название                   | Автор(ы)                                       | Исполнитель         | Длительность |
| ------------------- | -------------------------- | ---------------------------------------------- | ------------------- | ------------ |
| 1.                  | «The Big Bad Wolf»         |                                                |                     | 1:05         |
| 2.                  | «Meet The Bad Guys»        |                                                |                     | 3:39         |
| 3.                  | «Let’s Bounce»             |                                                |                     | 3:08         |
| 4.                  | «Push Pop»                 |                                                |                     | 3:28         |
| 5.                  | «Step 3»                   |                                                |                     | 3:17         |
| 6.                  | «Security Surprise»        |                                                |                     | 1:36         |
| 7.                  | «The Dolphin Heist»        |                                                |                     | 4:38         |
| 8.                  | «Going to Go Good»         |                                                |                     | 4:07         |
| 9.                  | «Turn on the Charm»        |                                                |                     | 1:23         |
| 10.                 | «Marmalade Prelude»        |                                                |                     | 1:32         |
| 11.                 | «A Heist for Good»         |                                                |                     | 2:28         |
| 12.                 | «The Sharing Laboratory»   |                                                |                     | 1:51         |
| 13.                 | «Save the Cat»             |                                                |                     | 1:43         |
| 14.                 | «Good Tonight»             | Пембертон, Гэри Гоу, Энтони Рамос и Уилл Уэллс | Энтони Рамос        | 3:41         |
| 15.                 | «So Long Suckers»          |                                                |                     | 1:56         |
| 16.                 | «The Lair of Loot»         |                                                |                     | 2:29         |
| 17.                 | «Loot Loops»               |                                                |                     | 1:08         |
| 18.                 | «Bedtime Story»            |                                                |                     | 2:06         |
| 19.                 | «Double Crossed»           |                                                |                     | 4:09         |
| 20.                 | «Tricky Fox»               |                                                |                     | 1:08         |
| 21.                 | «The Crimson Paw»          |                                                |                     | 1:51         |
| 22.                 | «Secret Hideout»           |                                                |                     | 2:19         |
| 23.                 | «Evil Masterplan»          |                                                |                     | 1:13         |
| 24.                 | «The Sad Guys»             |                                                |                     | 1:35         |
| 25.                 | «One Last Push Pop»        |                                                |                     | 1:40         |
| 26.                 | «Finish Them»              |                                                |                     | 1:45         |
| 27.                 | «Huff + Puff»              |                                                |                     | 2:07         |
| 28.                 | «Just Robbing This Place»  |                                                |                     | 1:55         |
| 29.                 | «Freeway Escape»           |                                                |                     | 2:27         |
| 30.                 | «Who Said It Was the End?» |                                                |                     | 2:03         |
| 31.                 | «Redemption»               |                                                |                     | 2:01         |
| 32.                 | «The Old Switcheroo»       |                                                |                     | 1:45         |
| 33.                 | «Feelin’ Alright»          | Дэйв Мэйсон                                    | Эль Кинг            | 4:04         |
| 34.                 | «Brand New Day»            | Пембертон, Дэниел Тейлор и Кельвин Своби       | The Heavy           | 3:45         |
| Общая длительность: | Общая длительность:        | Общая длительность:                            | Общая длительность: | 1:22:02      |

## Рекламная кампания
Рекламная кампания фильма началась 14 декабря 2021 года, когда вышел первый трейлер. Трейлер также демонстрировался в кинотеатрах перед сеансами фильма «Зверопой 2». Второй трейлер, вышедший 23 февраля 2022 года, собрал около миллиарда просмотров на момент релиза фильма. Аналитик социальных сетей RelishMix сказал, что до дебюта аккаунты фильма набрали 220 млн подписчиков, что значительно ниже показателей «Соника 2 в кино» (445 млн), хотя и был заметен высокий показатель подписчиков на YouTube-канале DreamWorks. ТВ-ролик, показанный в эфире перед Супербоулом, после релиза на YouTube набрал 8,5 млн просмотров. Было выпущено четырнадцать промо-видео, в общей сложности собравших 110,1 млн просмотров. «Плохие парни» также продвигались во время Мартовского безумия 2022 года, когда на сайте NCAA был размещён виртуальный баннер с изображением персонажей, а перед игрой и после на телеканалах TNT и TBS. В приложении Snapchat появилась маска в виде Мистера Волка, а в TikTok был запущен тренд под песню Билли Айлиш «Bad Guy». Издание Deadline Hollywood отметило, что Universal учла тот факт, что продажа билетов началась 1 апреля, в День дурака, и выпустила для Snapchat ещё одну маску дополненной реальности, ставшую вирусной после того, как её использовали такие влиятельные лица, как MrBeast и Майкл Ле, заработав 21,5 млн просмотров и более 1,8 млн отметок «Нравится» в TikTok.

## Премьера

### Кинотеатральный прокат
7 октября 2019 года было объявлено, что фильм будет выпущен в кинотеатрах 17 сентября 2021 года, заняв дату выхода «Призрачного Джека». В декабре 2020 года фильм был отложен, освободив эту дату для фильма «Босс-молокосос 2», хотя было подтверждено, что он получит новую дату в ближайшие недели в связи с пандемией COVID-19. В марте 2021 года дата выпуска была назначена на 15 апреля 2022 года. В октябре 2021 года она была снова перенесена на одну неделю на 22 апреля. 12 апреля 2022 года в отеле «Ace Hotel Los Angeles» прошёл специальный показ фильма, на котором присутствовала Битц. 1 марта премьера в России была отменена в знак протеста против вторжения России на Украину. Но несмотря на это, в ряде стран СНГ фильм вышел в официальном русском дубляже.

### Релиз на носителях
«Плохие парни» были выпущены в США на DVD, Blu-ray и Ultra HD Blu-ray, а также на цифровых платформах 21 июня 2022 года компанией Universal Pictures Home Entertainment. Фильм также был выпущен в США на стриминговом сервисе Peacock 1 июля 2022 года. В рамках 18-месячного соглашения с Netflix фильм был доступен на Peacock в течение четырёх месяцев, после чего 1 ноября 2022 года на следующие десять месяцев перешёл на Netflix, а в оставшиеся четыре он вернётся на Peacock.
10 мая 2023 года компания Random Space Media выпустила мультфильм на Blu-ray в формате 3D.

## Реакция

### Кассовые сборы
«Плохие парни» собрали $97,2 млн в США и Канаде и $153,3 млн в других странах, в общей сложности собрав по всему миру $250,4 млн.
В США и Канаде «Плохие парни» вышли в прокат одновременно с фильмами «Варяг» и «Невыносимая тяжесть огромного таланта». Предполагалось, что лента соберёт $13–20 млн в 4,008 кинотеатрах в свой дебютный уик-энд. Фильм заработал $8 млн в первый день, а также $1,15 млн с предварительных сеансов в четверг. Первые выходные фильм завершил с результатом в $24 млн, возглавив прокат. Deadline Hollywood считает, что причиной этому стали нестандартные сценарные ходы, мощная рекламная кампания и недавние успехи семейных фильмов. Во время дебюта 56 % аудитории составили женщины. Анализ этнической составляющей зрителей показал, что 40 % составляют европеоиды, 25 % — латиноамериканцы и испанцы, 20 % — афроамериканцы и 9 % — азиаты и прочие. Во второй уик-энд фильм собрал $ 16,2 млн, сохранив лидерство. Картина собрала $9,6 млн в третий уик-энд и $7 млн в четвёртый, в оба раза уступив фильму-дебютанту «Доктор Стрэндж: В мультивселенной безумия». Вплоть до своего десятого уик-энда фильм оставался в ТОП-10 бокс-офиса США.
За пределами США и Канады фильм собрал $8,5 млн в 25 странах в дебютный уик-энд. В Испании стартовые сборы составили $1,7 млн, опередив показатели фильма «Бэтмен» и встав в один ряд с «Энканто» и показав лучший старт в стране в период пандемии COVID-19. Во вторые выходные выручка составила $6,5 млн в 37 странах. В третий уик-энд были собраны $10,5 млн, в том числе $3,1 в Великобритании и $1,7 млн в Австралии, где это стало лучшим результатом для анимационного фильма с начала пандемии. Фильм собрал $7,5 млн в четвёртые выходные, в том числе $1,5 млн после дебюта во Франции. В пятый уик-энд сборы за пределами США и Канады преодолели отметку в $50 млн, успев ещё до релиза в Северной Америке собрать дополнительные $6,5 млн. В шестой уик-энд было собрано $5,9 млн, что издание Deadline Hollywood назвало «ужасающим 9-процентным спадом» перед премьерой в Китае 29 апреля. В седьмые выходные было добавлено ещё $9 млн. В это число вошли $4,53 млн, собранные во время дебюта в Китае, где на местном кинопортале «Mayoan» фильм получил рейтинг 9,1/10. В следующие выходные фильм собрал $7,2 млн, в том числе дебютные $1,93 в Корее. «Плохие парни» также превзошли по сборам в Китае «Энканто». В девятый уик-энд сборы составили $6,7 млн, в десятый преодолели отметку в $100 млн в прокате других стран, в одиннадцатый — $5,8 млн, в двенадцатый — $8,9, обойдя показатели мультфильмов «Моана» и «История игрушек 4» в Китае, а в тринадцатый — $3,5 млн.

### Отзывы критиков
Фильм получил в основном положительные отзывы от критиков. На сайте Rotten Tomatoes «Плохие парни» имеют рейтинг 88 % на основе 170 рецензий со средним баллом 6,90/10. Консенсус сайта гласит: «Динамичный, весёлый и полный любопытных визуальных находок, „Плохие парни“ — это отличный вариант для тех, кто ищет, что посмотреть с семьёй». Сайт Metacritic присвоил фильму 64 балла из 100 возможных на основе 25 отзывов, что соответствует статусу «в целом положительные отзывы». Зрители, опрошенные для CinemaScore, дали фильму оценку «A» по шкале от A+ до F, а сайт PostTrak присвоил фильму 4 звезды из 5. На русскоязычном агрегаторе рецензий «Критиканство» мультфильму присвоен рейтинг 70 баллов из 100 на основе 4 отзывов. На портале «Мегакритик» мультфильм имеет рейтинг критиков 7 / 10 на основе 4 рецензий, а рейтинг зрителей составляет 6,6 / 10 на основе 5 отзывов с оценкой.
Кристен Пейдж-Кирби из The Washington Post дала фильму 3 звезды из 4 и написала: «Мораль истории не так уж и потрясает. А ей это и не нужно (не всем же быть „Энканто“). В общем, фильм умный, визуально интересный и очень, очень смешной. Даже когда юмор не хватает звёзд с неба, он имеет сюжетный смысл. Шутка про флатуленцию оказывается намного смешнее при её интеграции в сюжет. „Плохие парни“ это понимают. По факту, „Плохие парни“ много чего понимают. Я точно знаю, что это — и эта идея подаёт себя должным образом. Это фильм-ограбление с душой и юмором, можно ли считать это преступлением?» Райан Лестон из IGN присвоил рейтинг 8 из 10 и сказал: «„Плохие парни“ — хитроумный, смешной фильм-ограбление с тонной юмора и не меньшим количеством души. Будто смесь „Одиннадцати друзей Оушена“ и „Красной шапочки“, где Волк Сэма Рокуэлла включает обаяние, чтобы остаться на свободе… и покоряет вас в процессе истории. Ричард Айоади изящно отыгрывает лицемерного профессора Мармелада, каждый член актёрского состава крадёт своё время выдающимися шутками, которые заставят вас хохотать. „Плохие парни“ — весёлое зрелище для всей семьи, наполненное взрывным действием и юмором». Ричард Роупер из Chicago Sun-Times дал 3,5 звезды из 4 и сказал: «Анимация объединяет созданное на компьютере 2D и 3D так, что это будет напоминать вам мультфильмы в субботу утром — только более свежий и более поразительный. Анимация совсем не фотореалистична; она имеет свой стиль и чётко определяет лос-анджелесский фильм-ограбление, где небо настолько голубое, что может показаться вам слишком открытым и каким-то образом создающим нуарное настроение. Это великолепный фильм с потрясающей игрой актёров, прекрасным посылом и непрерывным юмором — некоторым детям, как и тем, кто чуть постарше, он обязательно понравится».
Венди Айди из The Guardian оценила фильм на 3 звезды из 5 и сказала: «Как и в „Кролике Роджере“, повествование отдаёт должное безумию классических мультфильмов „Looney Tunes“, однако фильм также ссылается на фильмы-ограбления, в основном на „Оушена“. Он осознанно абсурдный — маскировка нечасто более убедительна, чем фальшивый нос и усы. Но можно всё же найти зерно правдоподобия, если понять, в чём смысл: в остроумии и крепкой дружбе. Фильм резкий, глупый и зачастую очень смешной».
Максим Клейн из Film.ru дал мультфильму оценку 8 из 10, похвалив его за «оригинальный мир, сочетающий лучшие элементы картин Стивена Содерберга, Квентина Тарантино и даже Эдгара Райта», а также за «переосмысление классических образов из криминальных боевиков». Клейн заявил, что «„Плохие парни“ делают для комедийных боевиков примерно то же самое, что и „Кунг-фу панда“ для восточного кинематографа. Перед нами бережная адаптация лучших деталей жанра для юной аудитории, отсылающая к культовым работам». Обозреватель сайта InterMedia Вадим Богданов дал фильму оценку 6 из 10, сделав следующий вывод: «В череде последних проектов DreamWorks Animation „Плохие парни“ действительно приятно выделяются и делают хоть и робкий, но всё же шаг в нужном направлении. Это яркий, весёлый приключенческий мультфильм с юмором и бодрым экшеном, особенно в третьем акте. Видно, что это работа ещё пока неокрепшего дебютанта, которому попросту не хватает хорошего сценария. Тот, что ему написал лауреат „Золотой малины“ и автор „Холмса и Ватсона“ Этан Коэн, полон не до конца реализованных идей, глуповатых шуток и осточертевших клише фильмов-ограблений, которые здесь обыгрываются слишком блекло и плоско, чтобы „Плохие парни“ хоть как-нибудь выделялись в эпоху ироничных жанровых деконструкций. Тем не менее, как говорится в самом фильме, даже плохие парни заслуживают второго шанса, поэтому вероятный сиквел не стоит сбрасывать со счетов».

### Награды и номинации
На кинофестивале Heartland в 2022 году фильм получил статус «Прорывного». За этот проект Пембертон номинировался на премию Hollywood Music in Media Awards в категории «Лучшая оригинальная музыка к мультфильму», но проиграл Александру Деспла. Фильм был номинирован на 27-ю премию «Спутник» в категории «Лучший анимационный фильм». Битц удостоилась номинации на Black Reel Awards за лучшее озвучивание. Дизайнер персонажей Тейлор Крэенбюль получил 50-ю премию «Энни» в соответствующей категории.
С более полным списком можно ознакомиться на сайте IMDb.
| Награда                                              | Дата вручения   | Категория                                          | Номинанты и получатели                             | Результат | П.            |
| ---------------------------------------------------- | --------------- | -------------------------------------------------- | -------------------------------------------------- | --------- | ------------- |
| Международный кинофестиваль Heartland                | 16 октября 2022 | Награда за прорыв в кинематографе                  | Пьер Перифел                                       | Победа    | [ 68 ]        |
| Премия Американской ассоциации монтажёров            | 5 марта 2023    | Лучший монтаж мультфильма                          | Джон Вензон                                        | Номинация | [ 74 ]        |
| Премия Ассоциации киножурналистов Индианы            | 19 декабря 2022 | Лучший анимационный фильм                          | «Плохие парни»                                     | Номинация | [ 75 ]        |
| Премия Ассоциации киножурналистов Индианы            | 19 декабря 2022 | Лучшее исполнение роли голосом/захватом движения   | Ричард Айоади                                      | Номинация | [ 75 ]        |
| Премия Ассоциации киножурналистов Индианы            | 19 декабря 2022 | Лучшее исполнение роли голосом/захватом движения   | Марк Марон                                         | Номинация | [ 75 ]        |
| Премия Ассоциации кинокритиков Голливуда             | 24 февраля 2023 | Лучший анимационный фильм                          | «Плохие парни»                                     | Номинация | [ 76 ] [ 77 ] |
| Премия Ассоциации кинокритиков Северной Каролины     | 3 января 2023   | Лучший анимационный фильм                          | «Плохие парни»                                     | Номинация | [ 78 ] [ 79 ] |
| Премия Ассоциации кинокритиков Северной Каролины     | 3 января 2023   | Лучшее исполнение роли голосом/захватом движения   | Сэм Рокуэлл                                        | Номинация | [ 78 ] [ 79 ] |
| Премия Международной ассоциации музыкальных критиков | 23 февраля 2023 | Лучшая оригинальная музыка к мультфильму           | Дэниел Пембертон                                   | Номинация | [ 80 ] [ 81 ] |
| Премия Общества специалистов по визуальным эффектам  | 15 февраля 2023 | Лучшие визуальные эффекты в мультфильме            | Пьер Перифел, Деймон Росс, Мэтт Бейер, Дж. П. Санс | Номинация | [ 82 ] [ 83 ] |
| Премия Онлайн-ассоциации женщин-кинокритиков         | 20 декабря 2022 | Лучший анимационный фильм                          | «Плохие парни»                                     | Номинация | [ 84 ] [ 85 ] |
| Спутник                                              | 3 марта 2023    | Лучший анимационный фильм                          | «Плохие парни»                                     | Номинация | [ 70 ] [ 86 ] |
| Энни                                                 | 25 февраля 2023 | Лучшая анимация персонажей в мультфильме           | Хорхе Капоте                                       | Номинация | [ 87 ] [ 72 ] |
| Энни                                                 | 25 февраля 2023 | Лучшая анимация персонажей в мультфильме           | Мин Хонг                                           | Номинация | [ 87 ] [ 72 ] |
| Энни                                                 | 25 февраля 2023 | Лучший дизайн персонажей в мультфильме             | Тейлор Крэенбюль                                   | Победа    | [ 87 ] [ 72 ] |
| Энни                                                 | 25 февраля 2023 | Лучшая музыка к мультфильму                        | Дэниел Пембертон                                   | Номинация | [ 87 ] [ 72 ] |
| Энни                                                 | 25 февраля 2023 | Лучшая работа художника-постановщика в мультфильме | Люк Десмаршелье, Флориан Марши                     | Номинация | [ 87 ] [ 72 ] |
| Artios Awards                                        | 9 марта 2023    | Лучший выбор актёров — анимационный фильм          | Кристи Сопер                                       | Номинация | [ 88 ]        |
| Black Reel Awards                                    | 6 февраля 2023  | Лучшее озвучивание                                 | Зази Битц                                          | Номинация | [ 71 ] [ 89 ] |
| Kids’ Choice Awards                                  | 4 марта 2023    | Любимый мультфильм                                 | «Плохие парни»                                     | Номинация | [ 90 ]        |
| Kids’ Choice Awards                                  | 4 марта 2023    | Любимый голос женского персонажа мультфильма       | Аквафина                                           | Номинация | [ 90 ]        |
| Hollywood Music in Media Awards                      | 16 ноября 2022  | Лучшая оригинальная музыка к мультфильму           | Дэниел Пембертон                                   | Номинация | [ 69 ]        |

## Будущее

### Сиквел
В марте 2022 года, после выхода фильма, Перифел заявил о том, что хотел бы снять сиквел. В марте 2024 года DreamWorks Animation официально подтвердила выход сиквела, назначив премьеру на 1 августа 2025 года. Перифел вновь выступит в качестве режиссёра, а Джей Пи Санс, который был руководителем отдела анимации персонажей в данном фильме, станет сорежиссёром, при этом актёры озвучивания вновь вернутся к своим ролям.

### Телевизионные спецвыпуски
Студия DreamWorks Animation Television разработала праздничный спецвыпуск с участием персонажей из мультфильма. Режиссёром выступил Брет Хааланд, известный по своей работе над мультсериалом «Форсаж: Шпионы-гонщики», который также стал исполнительным продюсером наряду с Кэтрин Нолфи, работавшей над мультсериалами «Эверест и невидимый город» и «Спирит: Дух свободы». Премьера проекта, получившего название «Плохие парни: Праздник наперекосяк», состоялась 30 ноября 2023 года на Netflix, всех персонажей в нём озвучили другие актёры. Сюжет спецвыпуска разворачивается за год до событий фильма и рассказывает о том, как «Плохие парни» с неохотой пытаются вернуть праздничное настроение в Лос-Анджелес после внезапной отмены Рождества.
3 октября 2024 года состоялась премьера приуроченного к Хэллоуину спецвыпуска под названием «Плохие парни: Жутковатое ограбление».